# Vahagn Hayrapetyan
Vahagn Hayrapetyan (in armeno Վահագն Հայրապետյան?; 14 giugno 1997) è un calciatore armeno, centrocampista del Ganjasar.

## Carriera
In carriera ha giocato 11 partite nei turni preliminari di Europa League.

## Palmarès

### Club

#### Competizioni nazionali
- Coppa d'Armenia: 1

P'yownik: 2014-2015
- Campionato armeno: 1

P'yownik: 2014-2015
- Supercoppa d'Armenia: 1

P'yownik: 2015